# Bernd Kladny

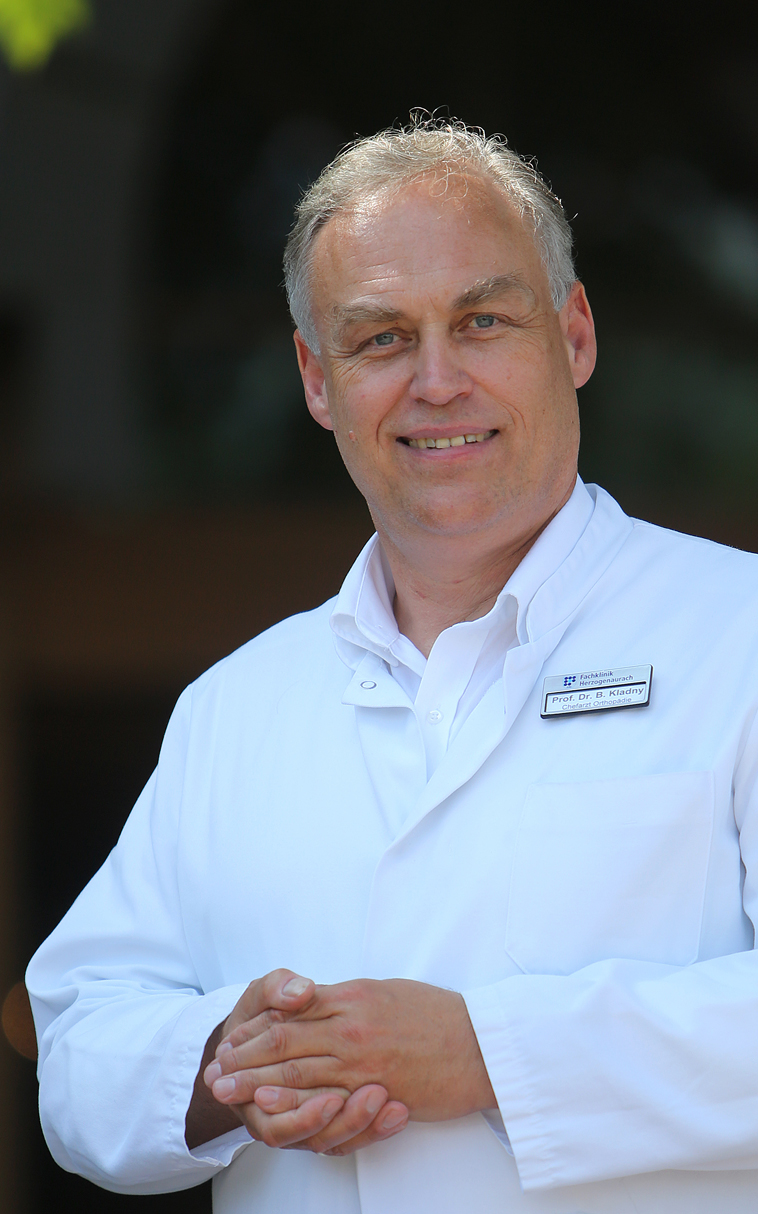
Bernd Kladny 2013

Bernd Kladny (* 5. Oktober 1960 in Ansbach) ist ein deutscher Orthopäde und Unfallchirurg und seit 1996 Chefarzt der Fachklinik Herzogenaurach. Seit 2015 ist er Generalsekretär der Deutschen Gesellschaft für Orthopädie und Orthopädische Chirurgie (DGOOC). Bei der Deutschen Gesellschaft für Orthopädie und Unfallchirurgie (DGOU) war er 2015 im Amt des Generalsekretärs, von 2016 bis 2017 Stellvertretender Generalsekretär, 2018 und 2019 Generalsekretär und seit 2020 ist er erneut Stellvertretender Generalsekretär.

## Leben
Bernd Kladny studierte von 1981 bis 1987 Humanmedizin an der Friedrich-Alexander-Universität Erlangen-Nürnberg, wo er 1988 promovierte. Von 1988 bis 1989 war er wissenschaftlicher Assistent an der Orthopädischen Universitätsklinik Erlangen. 1989 und 1990 arbeitete er als Assistenzarzt an der Unfallchirurgischen Klinik und der Klinik für Plastische, Hand- und Wiederherstellungschirurgie an der Medizinischen Hochschule Hannover. Von dort wechselte er wieder an die Orthopädische Universitätsklinik Erlangen am Waldkrankenhaus St. Marien. 1994 erwarb er den Facharzt für Orthopädie und wurde zum Oberarzt ernannt. Im Jahr 1996 erfolgte die Berufung zum Chefarzt der Orthopädischen Abteilung der Fachklinik Herzogenaurach. 1996 habilitierte er an der Friedrich-Alexander-Universität Erlangen-Nürnberg und erhielt im Jahr 2003 eine außerplanmäßige Professur der Medizinischen Fakultät.

## Klinik und Forschung
Die Schwerpunkte der klinischen Tätigkeit und der Forschung liegen im Bereich der nicht-operativen Orthopädie und Unfallchirurgie und der Rehabilitation, hierbei lieferte er erste Forschungsansätze für eine Telerehabilitation. Dabei ist die nicht-operative Behandlung von Wirbelsäulenerkrankungen und von Kreuzschmerzen von besonderer Bedeutung. Kladny ist Mitautor der Nationalen Versorgungsleitlinie Kreuzschmerz.

## Funktionen
Bernd Kladny ist Mitglied der Deutschen Gesellschaft für Orthopädie und Orthopädische Chirurgie e. V. (DGOOC) und der Deutschen Gesellschaft für Orthopädie und Unfallchirurgie e. V. (DGOU). Seit 2004 leitet er die Sektion Physikalische Medizin und Rehabilitation der DGOOC. Von 2009 bis 2013 hatte er die Leitung der Sektion Rehabilitation – Physikalische Medizin – der DGOU inne. Im Jahr 2009 war er Präsident der VSO (Vereinigung Süddeutscher Orthopäden e. V.) und Tagungspräsident des Jahrestreffens der VSO e. V. in Baden-Baden. Seit 2009 ist Kladny 2. Vorsitzender des Verbandes Leitender Orthopäden und Unfallchirurgen (VLOU) Landesverband Bayern und wurde im Jahr 2013 durch Wahl in dieser Funktion bestätigt. Dem geschäftsführenden Vorstand der Deutschen Gesellschaft für Orthopädie und Orthopädische Chirurgie e. V. gehört er seit 2011 an und war im Jahr 2013 Präsident der Gesellschaft sowie Vizepräsident der Deutschen Gesellschaft für Orthopädie und Orthopädische Chirurgie. Er verantwortete in seiner Funktion als Präsident der DGOOC im Jahr 2013 zusammen mit Reinhard Hoffmann als Präsidenten der Deutschen Gesellschaft für Unfallchirurgie und Karl-Dieter Heller als Kongresspräsidenten des Berufsverbandes der Fachärzte für Orthopädie und Unfallchirurgie auch den Deutschen Kongress für Orthopädie und Unfallchirurgie in Berlin.
Neben zahlreichen Mitgliedschaften in weiteren Fachgesellschaften ist Kladny Beirat der „Zeitschrift für Orthopädische und Unfallchirurgische Praxis“, der „Zeitschrift für Physikalische Medizin, Rehabilitationsmedizin, Kurortmedizin“ und der „Zeitschrift für Orthopädie und Unfallchirurgie“ (ZfOU). Weiterhin ist er wissenschaftlicher Beirat der AFOR und Fachbeirat Technische Orthopädie.

## Auszeichnung
Verleihung Hubert-Waldmann-Plakette durch den Berufsverband für Orthopädie und Unfallchirurgie (BVOU) für außerordentliche Verdienste um das Fachgebiet als höchste Auszeichnung des Berufsverbandes (2009).